# 靴古斯·拿美
靴古斯·拿邦歷基·拿美（Hugues Naponick Nanmi，1983年4月27日—），生於喀麥隆雅溫德，喀麥隆足球運動員，曾入選喀麥隆奧運隊，司職後衛，現時是自由身。

## 球員生涯
拿美生於喀麥隆雅溫德，在印尼球隊效力時賓曹從傑志轉到他效力的球會，二人當了數個月的隊友賓曹便離隊重返傑志，及後賓曹向傑志推薦拿美，拿美便離開印尼到香港發展，2009年7月，傑志宣佈已從西班牙羅致了5至6名的外援，原有的外援全部不獲留用，拿美遂轉投香港甲組足球聯賽升班馬大中，然而聯賽才剛開鑼拿美便在曾任教和富大埔的主教練陳浩然推薦下再轉投正在尋找外援中堅出戰亞協盃的和富大埔，並於2010年球季結束後離隊。